# Muro de Adriano
El Muro de Adriano (en latín: Vallum Aelium) es una antigua fortificación defensiva de la provincia romana de Britania iniciada en el año 122 durante el reinado del emperador Adriano. Se extendía desde las orillas del río Tyne, cerca del mar del Norte, hasta el fiordo de Solway, en el mar de Irlanda, y permitía al Imperio romano proyectar su poder hacia el norte, en las tierras de los antiguos britanos, incluidos los pictos.
Contaba con una base y un muro de piedra, complementados con castillos miliares, con dos torretas entre cada uno, y un fuerte cada cinco millas romanas aproximadamente. De norte a sur, el muro comprendía un foso, una muralla, una vía militar y un vallum, otro foso con montículos adyacentes. Se cree que los castillos contaban con guarniciones estáticas, mientras que los fuertes alojaban tropas de infantería y caballería. Además de la función militar defensiva de la muralla, sus puertas podrían haber sido puestos de aduana.
Una parte importante de la muralla sigue en pie y puede recorrerse siguiendo el Hadrian's Wall Path adyacente. Es el mayor conjunto arqueológico romano de Gran Bretaña y recorre un total de 117,5 kilómetros en el norte de Inglaterra. Considerado un icono cultural británico, el Muro de Adriano es una de las principales atracciones turísticas de Gran Bretaña. Fue designado Patrimonio de la Humanidad por la Unesco en 1987. En comparación, el Muro de Antonino, que algunos creen que está inspirado en el de Adriano (hipótesis de Gillam), no fue declarado Patrimonio de la Humanidad hasta 2008.
El Muro de Adriano marcaba la frontera entre la Britania romana y la Caledonia no conquistada al norte. La muralla se encuentra enteramente dentro de Inglaterra y nunca ha conformado la frontera anglo-escocesa. Si bien se encuentra a menos de un kilómetro al sur de la frontera con Escocia en el oeste, en Bowness-on-Solway, en el este, en Wallsend, está a 109 km.

## Dimensiones
El Muro de Adriano tenía una longitud de 80 millas romanas o 117,5 km; su anchura y altura variaban según los materiales de construcción disponibles en las cercanías. Al este del río Irthing, la muralla era de piedra tallada y medía 3 metros de ancho y de 5 a 6 metros de alto, mientras que al oeste del río la muralla era originalmente de tepe y medía 6 metros de ancho y 3,5 metros de alto; posteriormente fue reconstruida en piedra. Estas dimensiones no incluyen los fosos, las bermas y los fuertes de la muralla. La sección central medía ocho pies romanos de ancho, 2,4 m., sobre una base de 3 m. Algunas partes de esta sección de la muralla se conservan hasta una altura de 3 m.
Inmediatamente al sur de la muralla, se excavó un gran foso, con montículos paralelos adyacentes, uno a cada lado. Esto se conoce hoy en día como el Vallum, aunque la palabra vallum en latín es el origen de la palabra inglesa wall, y no se refiere a una zanja. En muchos lugares —por ejemplo, Limestone Corner— el Vallum está mejor conservado que la muralla, a la que se le ha extraído gran parte de la piedra.

## Trazado

Localización de los muros de Adriano y Antonino

El Muro de Adriano se extendía hacia el oeste desde Segedunum, en Wallsend, en el río Tyne, pasando por Carlisle y Kirkandrews-on-Eden, hasta la orilla del fiordo de Solway, terminando a una distancia corta pero desconocida al oeste de Bowness-on-Solway. Las carreteras A69 y B6318 siguen el curso de la muralla desde Newcastle upon Tyne hasta Carlisle, y luego a lo largo de la franja norte de Cumbria, en la orilla sur del fiordo de Solway.
Aunque la muralla termina cerca de Bowness-on-Solway, esto no marca el final de la línea de estructuras defensivas, ya que el sistema de castillos miliares y torretas continuaba a lo largo de la costa de Cumbria hasta Risehow, al sur de Maryport. A efectos de clasificación, los castillos miliares al oeste de Bowness-on-Solway se denominan fortines miliares.

## Finalidad

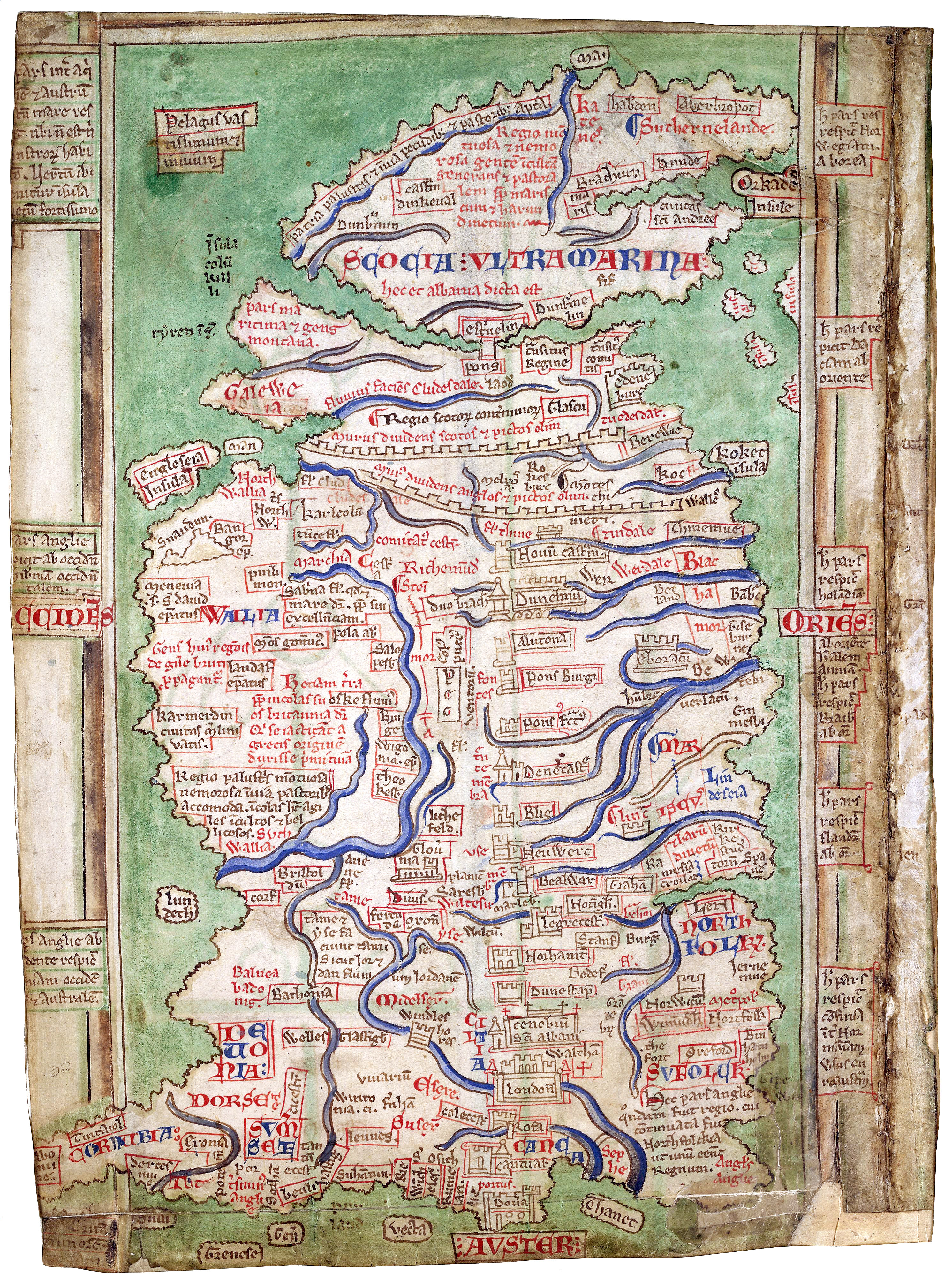
Mapa medieval (BL Cotton MS Claudius D VI) de Mateo de París, de alrededor de 1250, que muestra tanto el Muro de Adriano como el Muro de Antonino en la parte superior, representados como hileras de almenas.

El Muro de Adriano se planificó probablemente antes de la visita de Adriano a Gran Bretaña en el año 122. Según los fragmentos de arenisca restaurados que se encontraron en Jarrow y que datan del año 118 o 119, el deseo de Adriano era mantener «intacto el imperio», que le había sido impuesto por «instrucción divina».
Aunque el biógrafo de Adriano escribió que «Adriano fue el primero en construir una muralla de 80 millas de largo para separar a los romanos de los bárbaros», las razones para la construcción de la muralla varían, y no hay constancia de una explicación exacta. Los historiadores han expuesto varias teorías, sobre todo de una expresión del poder romano y de la política de defensa de Adriano antes de la expansión. Cuando subió al trono en el año 117, se produjeron disturbios y rebeliones en la Britania romana y en los pueblos de varias tierras conquistadas en todo el Imperio, como Egipto, Judea, Libia y Mauretania.
Estos problemas pueden haber influido en el plan de Adriano de construir la muralla, así como en su construcción de límites fronterizos en otras zonas del Imperio, pero se desconoce hasta qué punto. Los estudiosos no se ponen de acuerdo sobre el grado de amenaza que representaban realmente los habitantes del norte de Gran Bretaña y sobre si resultaba económicamente ventajoso defender y guarnecer una línea fija de defensas como el Muro, en lugar de conquistar y anexionar lo que se ha convertido en Northumberland y las Tierras Bajas de Escocia y defender el territorio con una serie de fortalezas dispersas.
Nunca se esperó que las fronteras de Roma impidieran la migración de las tribus o la invasión de los ejércitos, y aunque una frontera protegida por una empalizada o un muro de piedra ayudaría a frenar a los asaltantes de ganado y las incursiones de otros grupos pequeños, es dudosa la viabilidad económica de construir y mantener vigilada una muralla de 117 km de longitud a lo largo de una frontera poco poblada para detener las incursiones a pequeña escala.
Otra posible explicación de la muralla es el grado de control que habría proporcionado sobre la inmigración, el contrabando y las aduanas. Las fronteras no marcaban estrictamente los límites del imperio: El poder y la influencia romanos se extendían a menudo más allá de ellas. La gente de dentro y fuera de la frontera la atravesaba cada día para realizar sus negocios, y los puestos de control organizados como los que ofrecía el Muro de Adriano proporcionaban buenas oportunidades para la recaudación de impuestos. Con torres de vigilancia a poca distancia de las puertas, los legionarios que patrullaban podían llevar un registro de las entradas y salidas de los nativos y los ciudadanos romanos por igual, cobrando derechos de aduana y controlando el contrabando. Otra teoría es más sencilla: el Muro de Adriano se construyó en parte para reflejar el poder de Roma y fue utilizada como reclamo político por Adriano. Se cree que, una vez terminada su construcción, se cubrió de yeso y se encaló: su superficie brillante reflejaba la luz del sol y era visible a kilómetros de distancia.

## Construcción

Trazado del Muro de Adriano, casi de costa a costa.

Mapa de Ordnance Survey del Muro de Adriano, publicado en 1964. En 2010 se publicó una edición revisada y actualizada.

La construcción comenzó en el año 122 y se completó en gran parte en seis años. La construcción comenzó en el este, entre los castillos miliares cuatro y siete, y prosiguió hacia el oeste, con la participación de soldados de las tres legiones romanas ocupantes. La ruta elegida era en gran parte paralela a la cercana carretera de Stanegate, al sur; esta era anterior al Muro de Adriano en unos treinta años, y habría sido una ruta de suministro crucial para su construcción, ya que parece que la carretera de conexión de la vía militar junto al Muro de Adriano no se construyó hasta décadas después. Stanegate iba desde Luguvalium (Carlisle) hasta Coria (Corbridge), donde había un puente sobre el río Tyne, y un cruce con Dere Street que conectaba con el sur. A lo largo de Stanegate se situaban una serie de fuertes, entre ellos Vindolanda, que podrían haber ofrecido protección y suministros durante la construcción de la muralla. Hacia el norte, la muralla, en su sección central y mejor conservada, sigue un escarpe de roca ígnea dolerita, dura y resistente, conocido como Whin Sill.
El plan inicial preveía un foso y una muralla con 80 pequeños castillos miliares, uno cada milla romana, con unas pocas docenas de tropas cada uno, y pares de torretas intermedias espaciadas uniformemente, utilizadas para la observación y la señalización. Sin embargo, muy pocos castillos están situados en las divisiones exactas de la milla romana: pueden estar a 180 metros al este o al oeste debido a las características del paisaje o para mejorar la señalización de los fuertes de Stanegate al sur. Se utilizó piedra caliza local en la construcción, excepto en la sección al oeste del río Irthing, donde se utilizó originalmente tepe, por razones desconocidas; posteriormente se reconstruyó en piedra. Los castillos de esta zona también se construyeron con madera y tierra en lugar de piedra, pero las torretas siempre fueron de piedra. En un principio, la muralla se construyó con un núcleo de cascotes aglomerados con arcilla y un revestimiento de piedra con mortero, pero parece que esto la hacía vulnerable al derrumbe, y a veces era necesario repararla con un núcleo de mortero.
Los castillos miliares y las torretas tenían tres diseños diferentes, dependiendo de la legión romana que los construyera; las inscripciones de las legiones II Augusta, VI Victrix y XX Valeria muestran que todas ellas participaron en la construcción. Las torretas estaban separadas por unos 493 metros y medían 14,02 m2 en su interior.
La construcción se dividía en tramos de unos 8 kilómetros. Un grupo de cada legión excavaba los cimientos y construía los castillos y las torretas, y luego otras cohortes seguían con la construcción de la muralla. Esta se terminó en el año 128.

### Muro ancho y Muro estrecho
Al principio de su construcción, justo después de llegar al norte del Tyne, la anchura de la muralla se reducía a 2,5 m o incluso menos, a veces hasta 1,8 m (Muro estrecho). Sin embargo, los cimientos del Muro ancho ya se habían colocado hasta el río Irthing, donde comenzaba el Muro de tepe, lo que demuestra que la construcción se realizaba de este a oeste. Muchos torreones y castillos fueron dotados con optimismo de muros laterales más anchos como preparación para su unión al Muro ancho, lo que ofrece una referencia útil para los arqueólogos que tratan de reconstruir la cronología de la construcción.

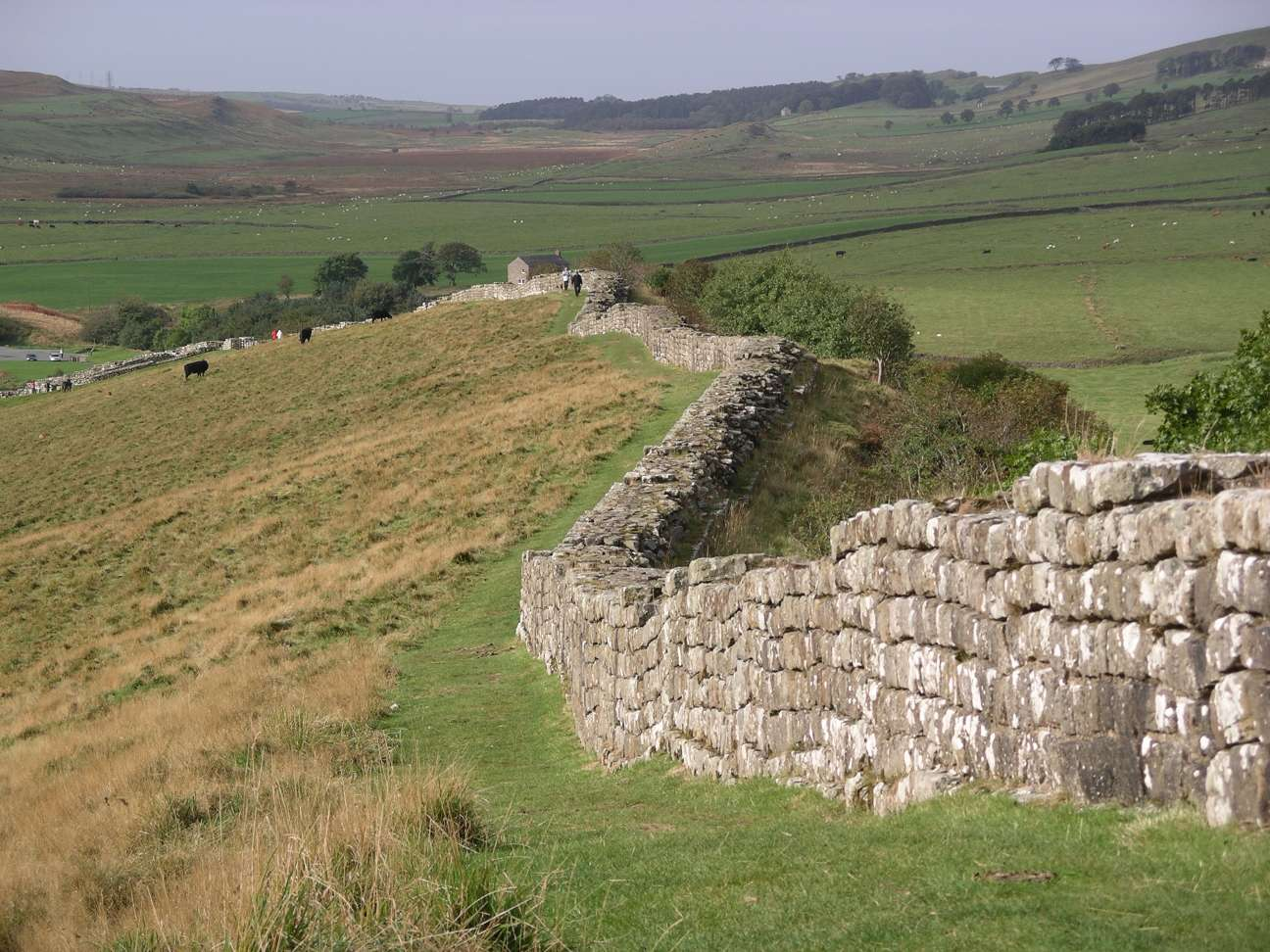
Todavía se conservan algunos tramos del Muro de Adriano, sobre todo en su sector central montañoso. Queda poco en las regiones de las tierras bajas, donde la muralla fue saqueada como fuente de piedra gratuita para las nuevas construcciones.

En pocos años se decidió añadir un total de 14 a 17 fuertes a lo largo de la muralla, cada uno con una capacidad de entre 500 y 1000 tropas auxiliares y no se destinaron legiones a la muralla. El extremo oriental de la muralla se extendía desde Pons Aelius (Newcastle) hasta Segedunum (Wallsend) en el estuario del Tyne. Algunas de las fortalezas más grandes a lo largo de la muralla, como Cilurnum (Chesters) y Vercovicium (Housesteads), se construyeron sobre los cimientos de castillos miliares o torretas, lo que demuestra un cambio de planes. Una inscripción que menciona al primer gobernador, Aulo Platorio Nepote, indica que el cambio de planes se produjo en una fase temprana. Además, en algún momento del reinado de Adriano, antes del año 138, la muralla al oeste del Irthing fue reconstruida en piedra arenisca con las mismas dimensiones que la sección de piedra caliza al este.
Después de añadir la mayoría de los fuertes, se construyó el vallum en el lado sur. La muralla formaba así parte de un sistema defensivo que, de norte a sur, incluía una hilera de fuertes construidos entre 8,0 y 16,1 km al norte de la muralla, un glacis —pendiente ascendente para disuadir a los asaltantes, respaldada por un profundo foso—, una berma —zona plana delante de la muralla, con hileras de fosos que esconden estacas o espinas—, la muralla propiamente dicha, un camino de conexión conocido como la vía militar y el vallum, formado por dos terraplenes con un foso entre ellos.

### Muro de tepe

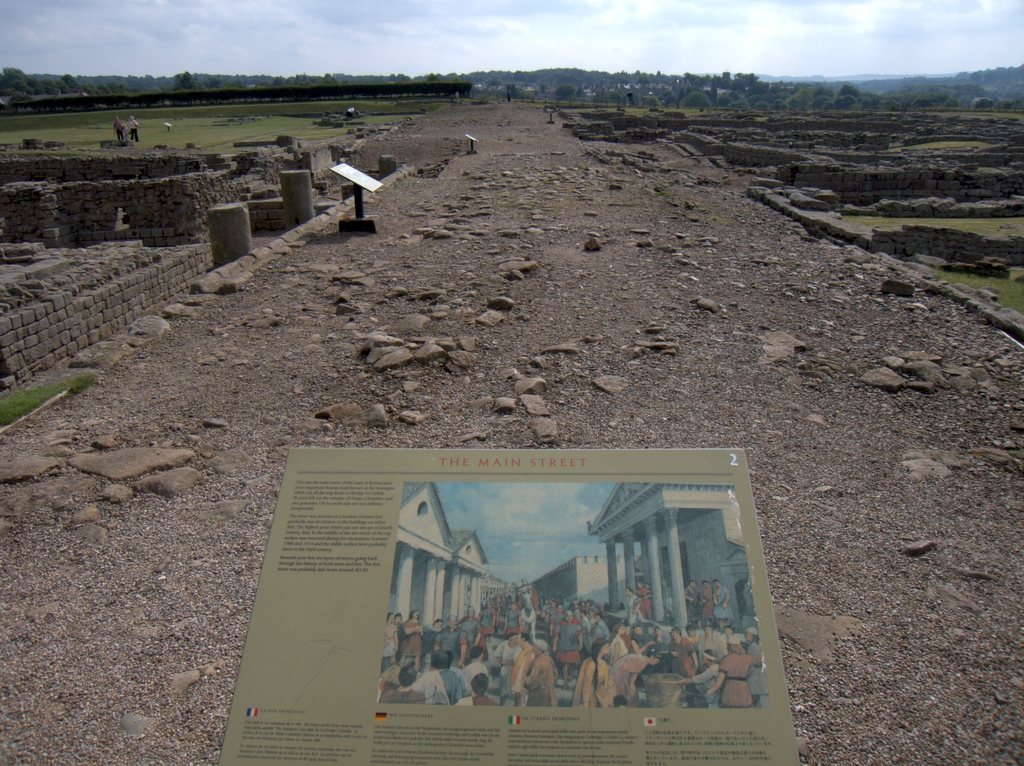
El fuerte y la ciudad romana de Coria, vistos desde la carretera de Stanegate.

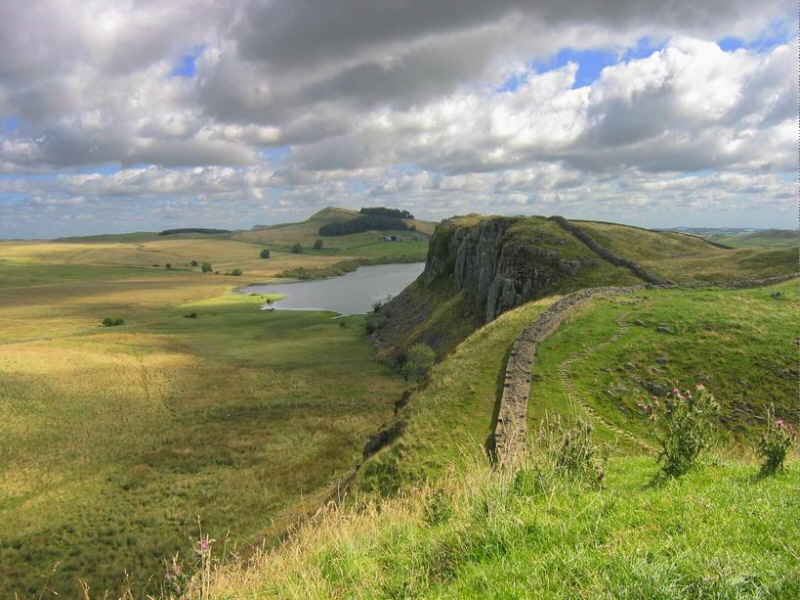
El Muro de Adriano hacia Crag Lough. El afloramiento rocoso es el Whin Sill, de origen volcánico.

Desde el castillo miliar 49 hasta el extremo occidental de la muralla en Bowness-on-Solway, la muralla se construyó originalmente con tepe, posiblemente debido a la ausencia de piedra caliza para la fabricación del mortero. Posteriormente, el muro de tepe fue demolido y sustituido por un muro de piedra. Esto tuvo lugar en dos fases; la primera, desde el río Irthing hasta un punto al oeste del castillo miliar 54, durante el reinado de Adriano, y la segunda tras la reocupación del Muro de Adriano después del abandono del Muro de Antonino, aunque también se ha sugerido que esta segunda fase tuvo lugar durante el reinado de Septimio Severo. La línea de la nueva muralla de piedra sigue la línea de la muralla de tepe, excepto en el tramo entre el castillo miliar 49 y el castillo miliar 51, donde la línea de la muralla de piedra está ligeramente más al norte.
En el tramo alrededor del castillo miliar 50TW, se construyó sobre una base plana con tres o cuatro hileras de bloques de tepe. A partir del castillo miliar 72 (en Burgh-by-Sands) y posiblemente en el castillo miliar 53, se utilizaba una capa de adoquines. Cuando el terreno subyacente era pantanoso, se utilizaban pilotes de madera.

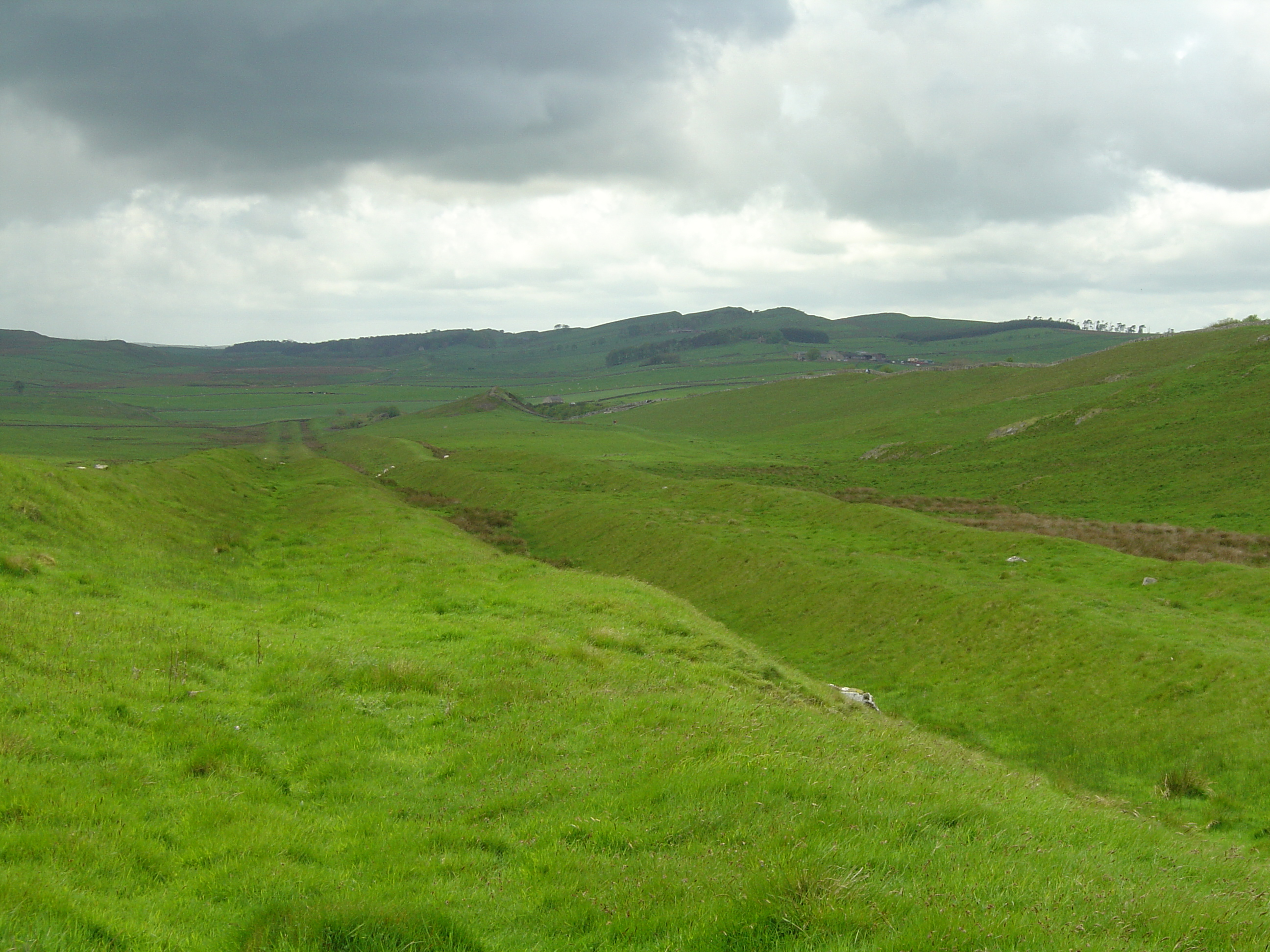
Vallum junto al Muro de Adriano, cerca del castillo miliar 42 (Cawfields).

En su base, el muro de tepe ahora demolido tenía 6 metros de ancho y estaba construido con bloques de 46 cm de largo, 30 cm de profundidad y 15 cm de alto, hasta una altura estimada de unos 3,66 metros. Se cree que la cara norte tenía una pendiente del 75%, mientras que la cara sur comenzó verticalmente por encima de los cimientos, convirtiéndose rápidamente en mucho más plana.

## Guarnición

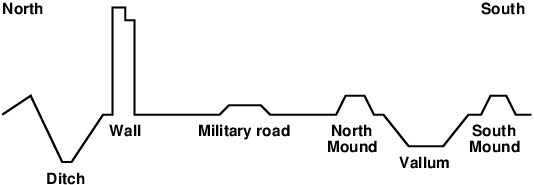
Sección transversal del conjunto defensivo.

Según Sheppard Frere, la guarnición reflejaba el propósito político más que militar de la muralla. Esta proporcionaba a los soldados una plataforma elevada desde la que podían observar con seguridad los movimientos de la población local. Contaba con una «fuerte provisión de caballería» que podía salir por cualquiera de las puertas, aunque no se esperaba que la guarnición tuviera el nivel necesario para defender una muralla. En general, las fortificaciones parecen haber necesitado un refuerzo adicional después del diseño inicial y eran más fuertes que sus equivalentes en Alemania, lo que probablemente refleja el resentimiento local.

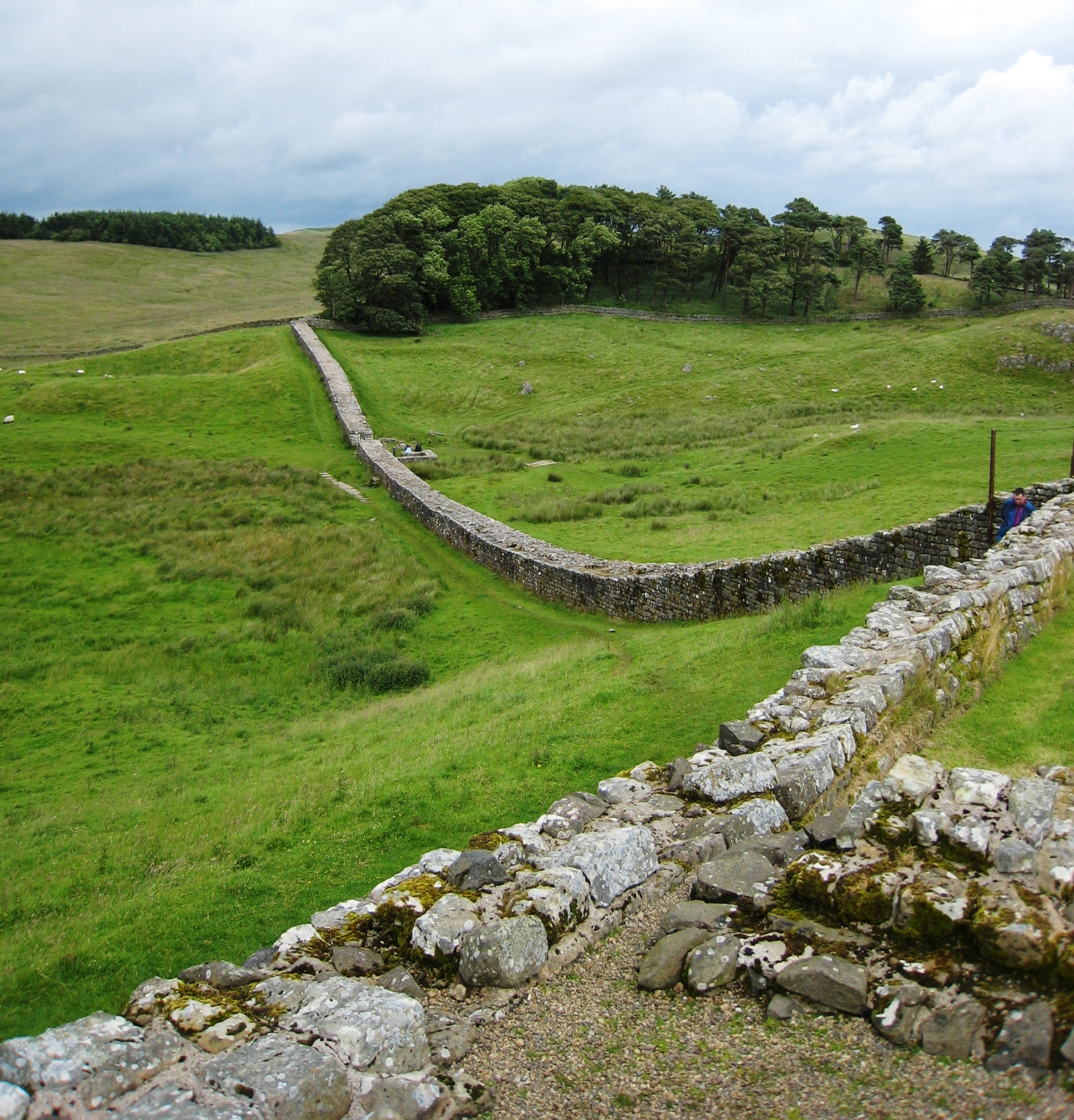
Parte del Muro de Adriano en dirección este desde el fuerte de Vercovicium, mostrando la puerta de Knag Burn en el valle.

Frere cree que los castillos miliares, que habrían necesitado entre 1000 y 1500 hombres, estaban en manos de una guarnición de numeri que patrullaba, aunque admite que no hay inscripciones que hagan referencia a numeri en Gran Bretaña en aquella época. El cuartel general del mando estaba en Uxelodunum (Stanwix), cerca de Carlisle, donde tenía su sede el Ala Gallorum Petriana. Un sistema de señalización permitía la comunicación en minutos entre Stanwix y York.
El descubrimiento de las tablillas de Vindolanda ha aportado más información sobre la guarnición de la muralla, como el registro de una inspección realizada el 18 de mayo de un año 92 y 97, en la que solo estaban presentes 456 de la cuota completa de 756 soldados belgas, ya que el resto estaba enfermo o ausente.

## Después de Adriano

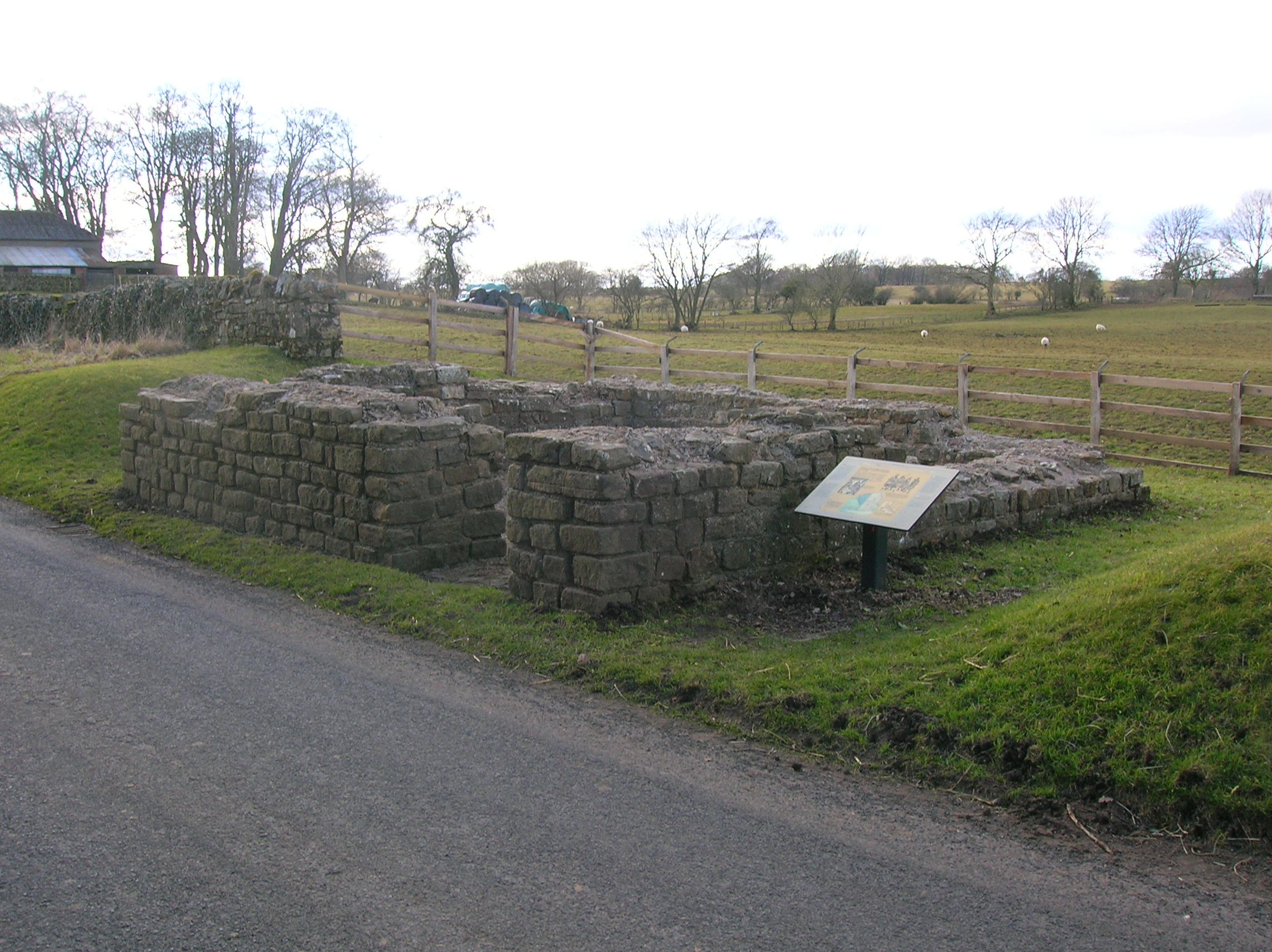
Leahill Turret, en Cumbria (Inglaterra), es un ejemplo típico de las torretas intermedias construidas en la muralla entre los castillos miliares

En los años posteriores a la muerte de Adriano, en el año 138, el nuevo emperador, Antonino Pío otorgó a la muralla funciones de apoyo, abandonándola esencialmente. Comenzó a construir una nueva muralla llamada Muro de Antonino unos 160 kilómetros al norte, a través del istmo que va de oeste-suroeste a este-noroeste. Esta muralla se extendía a lo largo de 40 millas romanas, es decir, unos 60,8 km, y contaba con muchos más fuertes que el Muro de Adriano. Esta zona se conoció posteriormente como las Tierras Bajas de Escocia, a veces denominadas Central Belt o Central Lowlands.
Antonino fue incapaz de conquistar las tribus del norte, así que cuando Marco Aurelio se convirtió en emperador, abandonó el Muro de Antonino y volvió a ocupar el Muro de Adriano como principal barrera defensiva en el año 164. En 208-211, el emperador Septimio Severo volvió a intentar conquistar Caledonia y reocupó temporalmente el Muro de Antonino. La campaña terminó sin resultados y los romanos se retiraron finalmente al Muro de Adriano. El historiador Beda (672-735), siguiendo a Gildas, escribió hacia el año 730:

[los romanos que se marcharon] pensando que podría ser una ayuda para los aliados [britanos], a los que se vieron obligados a abandonar, construyeron un fuerte muro de piedra de mar a mar, en línea recta entre las ciudades que se habían construido allí por miedo al enemigo, donde Severo también había construido anteriormente una muralla.
Beda, Historia Ecclesiastica gentis Anglorum, Libro I Capítulo 12

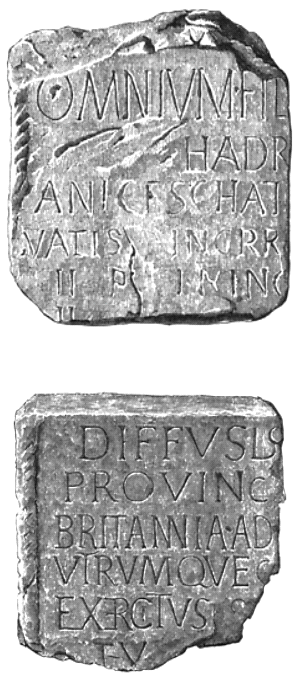
Dos inscripciones romanas encontradas en la iglesia de San Pablo de Jarrow en 1782, en las que se menciona a Adriano por encima y a la provincia de Britania por debajo. Posiblemente procedan de una dedicatoria o de un monumento a la victoria en el extremo oriental del Muro

Obviamente, Beda identificó el muro de piedra de Gildas como el Muro de Adriano (construido en realidad en los años 120) y parece haber creído que la barrera de zanjas y montículos conocida como Vallum (justo al sur del Muro de Adriano y contemporánea a él) era la muralla construida por Severo. Pasaron muchos siglos antes de que se supiera quién construyó qué.
En el mismo pasaje, Beda describe el Muro de Adriano de la siguiente manera: «Tiene ocho pies de anchura y doce de altura; y, como puede verse claramente hasta hoy, corría en línea recta de este a oeste». Beda, según cuenta, vivió toda su vida en Jarrow, justo al otro lado del río Tyne desde el extremo oriental del Muro en Wallsend, por lo que, como indica, habría estado muy familiarizado con el Muro. Lo que no dice es si había una pasarela a lo largo de la parte superior de la muralla. Es probable que la hubiera, pero si es así, ya no existe.
A finales del siglo IV, las invasiones bárbaras, el declive económico y los golpes militares debilitaron el control del Imperio sobre Britania. En el año 410, el final estimado del dominio romano en Britania, la administración romana y sus legiones habían desaparecido y Britania tuvo que ocuparse de sus propias defensas y su gobierno. Los arqueólogos han revelado que algunas partes de la muralla siguieron ocupadas hasta bien entrado el siglo V. Se ha sugerido que algunas fortalezas siguieron siendo guarnecidas por los britanos locales bajo el control de Coel Hen. El Muro de Adriano quedó en ruinas y, a lo largo de los siglos, la piedra se reutilizó en otros edificios locales. En el siglo VII sobrevivió lo suficiente como para que la spolia del Muro de Adriano contribuyera a la construcción de la iglesia de San Pablo en la abadía de Monkwearmouth-Jarrow, donde Beda era monje. Es de suponer que se incorporó antes de la colocación de la piedra de dedicación de la iglesia, que aún puede verse en ella, fechada con precisión el 23 de abril de 685.
La muralla fascinó a John Speed, que publicó un conjunto de mapas de Inglaterra y Gales por condados a principios del siglo XVII. Lo describió como «el muro de los pictos». A map of Newecastle, dibujado en 1610 por William Matthew, lo describió como «el muro de Severus», dándole erróneamente el nombre atribuido por Beda al Vallum. Los mapas de Cumberland y Northumberland no solo muestran la muralla como elemento principal, sino que están adornados con dibujos de hallazgos romanos, junto con, en el caso del mapa de Cumberland, una cartela en la que expone una descripción de la propia muralla.

### Preservación por John Clayton
Gran parte de la muralla ha desaparecido. Largos tramos de la misma fueron utilizados para la construcción de carreteras en el siglo XVIII, especialmente por el general Wade para construir una carretera militar, la mayor parte de la cual se encuentra bajo la actual B6318 (Military Road) para el traslado de tropas con el objetivo de aplastar la insurrección jacobita. La conservación de gran parte de lo que queda puede atribuirse a John Clayton. Se formó como abogado y llegó a ser secretario municipal de Newcastle en la década de 1830. Se entusiasmó con la conservación de la muralla tras una visita a Chesters. Para evitar que los agricultores se llevaran las piedras de la muralla, empezó a comprar parte de los terrenos en los que esta se encontraba. En 1834, empezó a comprar propiedades en los alrededores de Steel Rigg, cerca de Crag Lough. Finalmente, controló las tierras desde Brunton hasta Cawfields. Este tramo incluía los emplazamientos de Chesters, Carrawburgh, Housesteads y Vindolanda. Clayton llevó a cabo excavaciones en el fuerte de Cilurnum y en Housesteads, y excavó algunos castillos miliares.

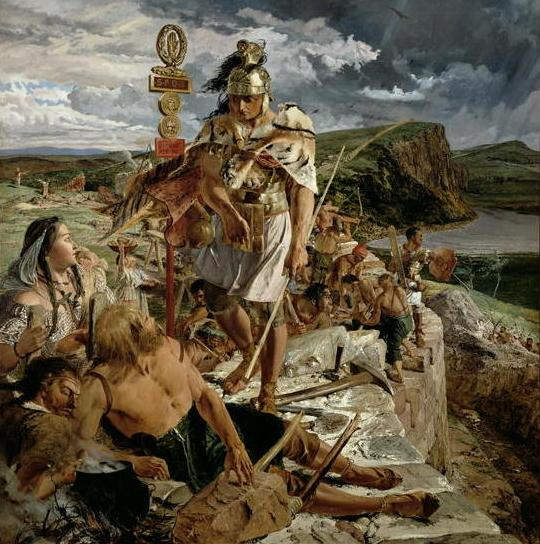
Building the Roman Wall, de William Bell Scott, en Wallington Hall; el rostro del centurión es el del anticuario John Clayton. El cuadro podría dar a entender que la muralla fue construida por esclavos, lo cual es erróneo.

Clayton gestionó las granjas que había adquirido y consiguió mejorar tanto las tierras como el ganado. Utilizó los beneficios de sus granjas para las obras de restauración. Se emplearon obreros para restaurar secciones de la muralla, generalmente hasta una altura de siete hiladas. El mejor ejemplo de la muralla de Clayton se encuentra en Housesteads. Tras la muerte de Clayton, la finca pasó a manos de sus familiares y pronto la perdieron en las apuestas. Con el tiempo, la National Trust comenzó a adquirir los terrenos en los que se encuentra la muralla. En Wallington Hall, cerca de Morpeth, hay un cuadro de William Bell Scott que muestra a un centurión supervisando la construcción de la muralla. Al centurión se le dio el rostro de John Clayton.

### Patrimonio de la Humanidad
El Muro de Adriano fue declarado Patrimonio de la Humanidad en 1987, y en 2005 pasó a formar parte del Patrimonio de la Humanidad transnacional Fronteras del Imperio Romano, que también incluye sitios en Alemania.

### Turismo

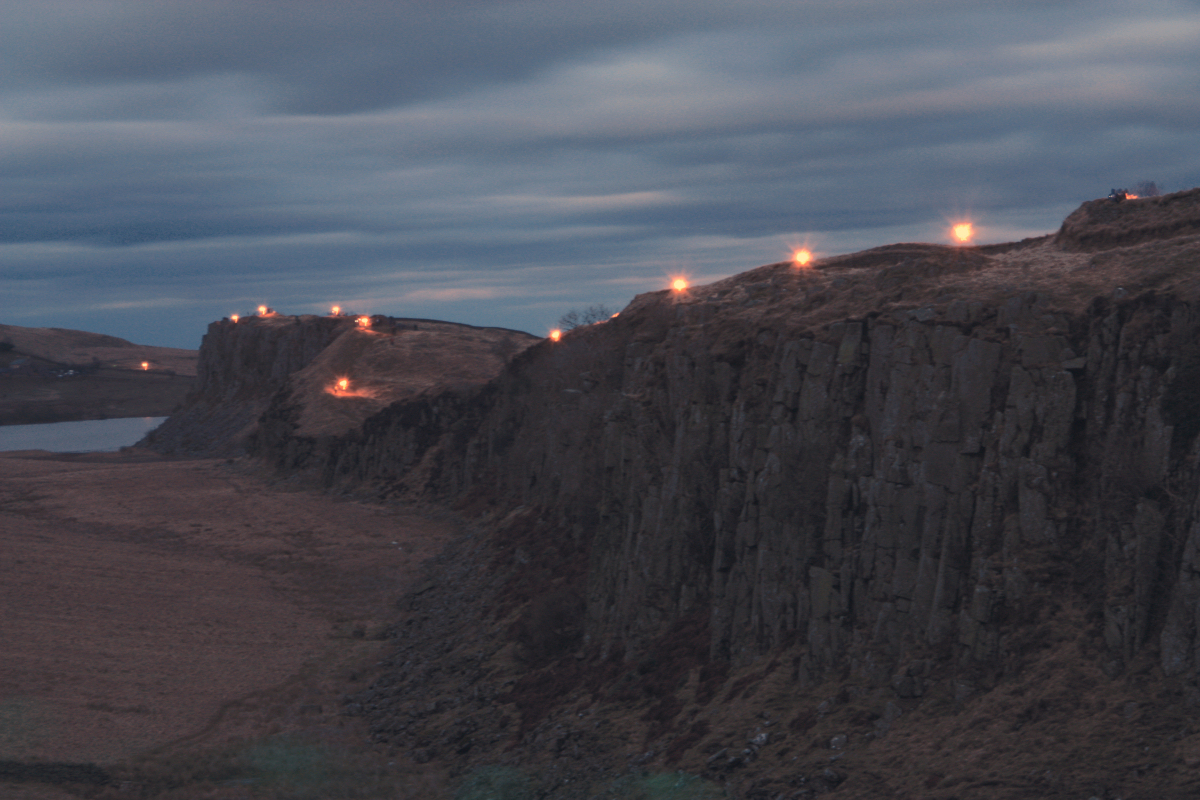
En 2010, para conmemorar el 1600 aniversario del fin de la dominación romana en Gran Bretaña, se encendieron sucesivamente una serie de 500 balizas a lo largo de la muralla.

Aunque el Muro de Adriano fue declarado Patrimonio de la Humanidad en 1987, sigue sin vigilancia, lo que permite a los visitantes escalar y subirse a la muralla, aunque no se recomienda hacerlo, ya que podría dañar la estructura histórica. El 13 de marzo de 2010 se celebró el evento Illuminating Hadrian's Wall en el que se iluminó el recorrido de la muralla con 500 balizas. El 31 de agosto y el 2 de septiembre de 2012 hubo una segunda iluminación de la muralla como instalación de arte digital llamada Connecting Light, que formó parte del Festival de Londres 2012. En 2018, las organizaciones que gestionan la Gran Muralla China y el Muro de Adriano firmaron un acuerdo de colaboración para el crecimiento del turismo y la comprensión histórica y cultural de los monumentos.

### Hadrian's Wall Path
En 2003 se abrió un sendero nacional que sigue la línea de la muralla desde Wallsend hasta Bowness-on-Solway. Debido a la fragilidad del paisaje, se pide a los caminantes que recorran el sendero solo en verano.

## Nombres de época romana
El Muro de Adriano era conocido en la época romana como vallum (muralla) y el descubrimiento del cazo de Staffordshire Moorlands en 2003 ha arrojado más luz sobre su nombre. Esta pieza (trulla) de aleación de cobre, que data del siglo II, lleva inscritos una serie de nombres de fortalezas romanas a lo largo del sector occidental de la muralla: mais [Bowness-on-Solway], coggabata [Drumburgh], vxelodvnvm [Stanwix], camboglanna [Castlesteads]. A esto le sigue rigore vali aeli draconis. El apellido de Adriano era Aelius, y la lectura más probable de la inscripción es Valli Aelii (genitivo), Muro de Adriano, lo que sugiere que la muralla era llamada así por los contemporáneos. Sin embargo, otra posibilidad es que se refiera al nombre personal Aelius Draco.

### Fuertes
Se conocen los nombres latinos y romano-celtas de todos los fuertes del Muro de Adriano, gracias a la Notitia dignitatum y a otras pruebas como las inscripciones:
- Segedunum (Wallsend)
- Pons Aelius (Newcastle upon Tyne)
- Condercum (Benwell Hill)
- Vindobala (Rudchester)
- Hunnum (Halton Chesters)
- Cilurnum (Chesters, también conocido como Walwick Chesters)
- Procolita (Carrawburgh)
- Vercovicium (Housesteads)
- Aesica (Great Chesters)
- Magnis (Carvoran)
- Banna (Birdoswald)
- Camboglanna (Castlesteads)
- Uxelodunum (Stanwix. También conocido como Petriana)
- Aballava (Burgh by Sands)
- Coggabata (Drumburgh)
- Mais (Bowness-on-Solway)

Fuertes más allá de la muralla
- Habitancum (Risingham)
- Bremenium (High Rochester)
- Fanum Cocidi (Bewcastle) (north of Birdoswald)
- Ad Fines (Chew Green)[40]

Fuertes de suministro detrás de la muralla
- Alauna (Maryport)
- Arbeia (South Shields)
- Coria (Corbridge)
- Epiacum (Whitley Castle, cerca de Alston)
- Vindolanda (Little Chesters o Chesterholm)
- Vindomora (Ebchester)

## En la cultura popular
Libros
- El escritor inglés Rudyard Kipling, galardonado con el Premio Nobel, contribuyó a la imagen popular de la «Gran Muralla Picta» en sus cuentos sobre Parnesio, un legionario romano que defendió la muralla contra los pictos. Estos relatos forman parte de la antología Puck de la colina de Pook, publicada en 1906.
- El águila de la novena legión es una célebre novela infantil de Rosemary Sutcliff, publicada en 1954. Cuenta la historia de un joven oficial romano que se aventura más allá del Muro de Adriano en busca del estandarte del águila de la novena legión, que se ha perdido. Se inspiró en el águila de bronce de Silchester encontrada en 1866.
- El autor estadounidense George R. R. Martin ha reconocido que el Muro de Adriano fue la inspiración para el Muro de su serie Canción de Hielo y Fuego, dramatizada en la serie de televisión Game of Thrones, en la que el Muro también está en el norte de su país y se extiende de costa a costa.[41]
- En la serie ficticia Britannia de Meirion James Trow, el Muro de Adriano es la localización central, y Coel Hen y Padarn Beisrudd son retratados como limitanei (soldados de frontera).
- Hadrian's Wall, de Adrian Goldsworthy, es una breve historia de la muralla.[42]

Películas

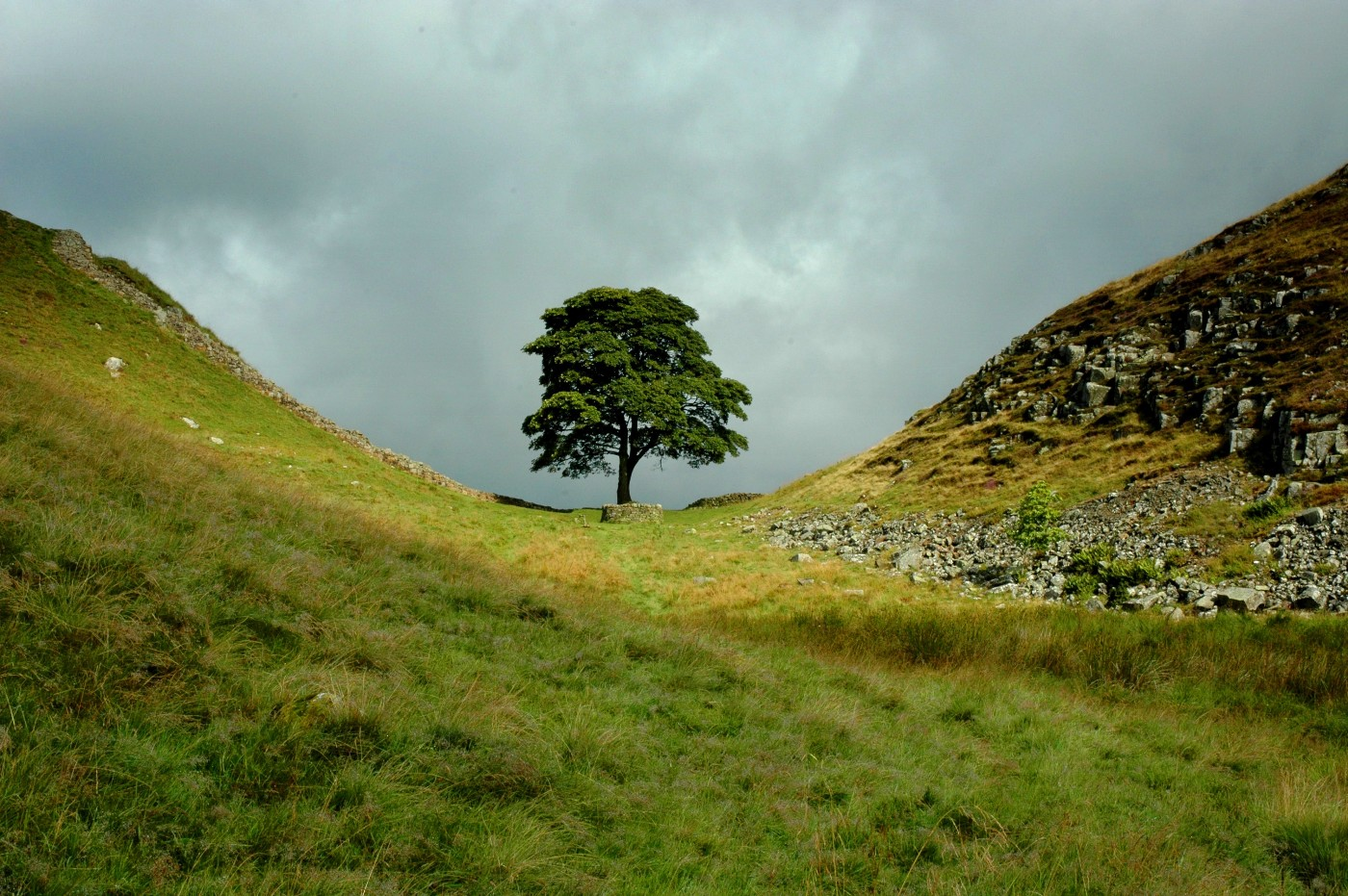
Vista de Sycamore Gap Tree desde el sur. En 2023 el icónico árbol, un arce sicómoro, fue talado en un acto de vandalismo.

- La película estadounidense de acción y aventura romántica Robin Hood: príncipe de los ladrones, de 1991, utiliza Sycamore Gap como escenario.
- La muralla también ha aparecido en películas como Centurión (2010) y La legión del águila (2011), ambas inspiradas en la novela The Eagle of the Ninth. La muralla fue uno de los principales focos de atención de la película de 2004 El rey Arturo, en la que una de las puertas principales se abre por primera vez desde la construcción de la muralla para permitir a Arturo y sus caballeros el paso al norte para su búsqueda. La batalla culminante del monte Badon entre los britanos liderados por Arturo y sus caballeros, y los sajones liderados por Cerdic y su hijo Cynric, tiene lugar en la película justo detrás de la muralla.
- La película de acción y aventuras de 2007 La última legión también presenta el Muro de Adriano como el lugar donde tiene lugar la batalla final.
- La película de ciencia ficción Doomsday, de 2008, presenta el Muro de Adriano reconstruido para poner en cuarentena a Escocia a causa de un virus mortal.
- La película de 2015 Dragonheart 3: The Sorcerer's Curse presenta el Muro de Adriano como un importante foco dramático entre el norte y el sur del reino; el muro es posteriormente rebautizado como la Puerta del Dragón.
- En el thriller de acción de 2014 The Prince, en una escena clave, aparece John Cusack contando la historia del Muro de Adriano como un cuento en el desarrollo del personaje principal de la película, interpretado por Jason Patric.

Música
- La canción que abre el primer trabajo en solitario de Maxim, Hell's Kitchen, se llama Hadrian's Wall.[43]
- El segundo tema del segundo álbum del grupo de hard rock inglés-estadounidense Black Country Communion se titula The Battle for Hadrian's Wall. La letra hace referencia a puestos de avanzada separados por una milla cada uno, como «We sit in waiting every mile on Hadrian's Wall».

Televisión
- El último episodio de la serie La víbora negra es el telefilme Blackadder: Back & Forth. En este episodio, Blackadder y Baldrick intentan recopilar importantes recuerdos históricos para ganar una apuesta. Durante sus aventuras, toman nota de sus propios antepasados, uno de los cuales es un defensor romano del Muro de Adriano que hace comentarios despectivos sobre la altura poco impresionante (moderna) del muro.

Poesía
- El poeta inglés Wystan Hugh Auden escribió un guion para un documental radiofónico de la BBC titulado Hadrian's Wall, que se emitió en el programa regional del noreste de la BBC en 1937. Auden publicó posteriormente un poema del guion, Roman Wall Blues, en su libro Another Time. El poema es un breve monólogo pronunciado en la voz de un solitario soldado romano apostado en la muralla.

Videojuegos
- En el título de 2012 de Neocore, King Arthur II: The Role-Playing Wargame, el Muro de Adriano es una localización destacada durante el prólogo del juego. Aparece en un escenario de fantasía, y se dice que fue construido por el emperador Adriano mediante magia, con la ayuda de Merlín.
- El Muro de Adriano también aparece en la entrega Assassin's Creed: Valhalla de Ubisoft. El protagonista, Eivor, del Clan del Cuervo, puede visitar el lugar durante la década de 870.